# Наджафи, Мухаммад Хусейн
Мухаммад Аллама Шейх Хусейн Наджафи (араб. آية الله العظمی علامہ الشیخ محمد حسین النجفي‎; 10 апреля 1932, Саргодха — 21 августа 2023, Саргодха) — крупный мусульманский богослов шиитского толка, первый шиллинг шиитского алим из Пакистана который возведен в статус марйияят, а впоследствии и марджас Южной Азии. В настоящее время есть два марджаса пакистанского происхождения (второй по имени Башир Хусейн Неджефи). Мухаммад Хусейн Наджафи был включен в список «500 самых влиятельных мусульман 2010» (один из 24-х отобранных из Пакистана).

## Биография
В 1960 году Пир Фазал Шах из Саргодха предложил Мухаммаду Аллама стать директором Дар-уль-Юлум Мухаммадия, Саргодха и Мухаммад Аллама принял данную должность.
Умер 21 августа 2023 года в возрасте 91 года, после продолжительной болезни.